# Inmigración peruana en Filipinas
La inmigración peruana a Filipinas data desde la época colonial, cuando ambos territorios formaban parte del Imperio español. La fuerte influencia hispánica en la cultura filipina al permanecer por tres siglos bajo dominio de España, favoreció que los criollos y otros habitantes originarios del actual territorio peruano se asentaran con mayor facilidad en el archipiélago filipino por sobre otros territorios en Asia, con el uso común del idioma español y el predominio de la religión católica en ambos territorios. 

## Historia
Al igual de las rutas comerciales entre México y Asia, el Virreinato del Perú también fue escenario de frecuentes intercambios comerciales con la Capitanía General de las Filipinas, que se encontraba administrada adjuntamente al Virreinato de Nueva España hasta 1898. La demanda de 
plata mexicana y peruana en el mercado del Imperio Chino, hacía posible la importación de 
las mercancías asiáticas, como sedas, marfiles, piedras preciosas, porcelana, maderas finas, 
especias, entre otros. El principal punto de enlace en el comercio asiático fue el puerto de Manila.  La ruta del galeón de Manila, que entrelazaba el puerto de Acapulco con el puerto de  Manila, fue el único camino legal de comunicación entre la Nueva España y las Filipinas, reconocido por la Corona española. Sin embargo, hay suficientes evidencias históricas entre las rutas comerciales entre Perú y Filipinas, como las efectuadas durante el 
gobierno del marqués de Cañete, que fue llevada a cabo de una manera autónoma por los 
gobernantes peruanos, sin la autorización real. En la ruta de los galeones era bastante frecuente 
el tráfico de contrabando, que alteraba notablemente el volumen oficial del intercambio. También la ruta entre Perú y Filipinas, ayudó la ruta de la antigua Charcas o Alto Perú, la actual Bolivia. Como la comercialización de la plata, extraída del cerro rico de Potosí. Pues desde Potosí, también se creó una nueva escala comercial entre Manila.

## Peruanos residentes en Filipinas en la actualidad
De acuerdo a estadísticas censales, en 2013 la cantidad de personas de nacionalidad peruana residiendo en Filipinas no supera el centenar, aunque el número de filipinos con ancestros de origen peruano se estima en 25 mil. La Cancillería peruana monitorea a través de su concurrencia en Manila de la embajada en Tailandia, la situación de los ciudadanos peruanos ante algunos desastres naturales que ocurren en la región, tales como tifones y sismos recurrentes en el cinturón de fuego del Pacífico.